# Muhlenbach (Luxemburg)
Muhlenbach (en luxemburguès: Millebaach) és un dels 24 barris de la ciutat de Luxemburg. El 2014 tenia 1.652
habitants. Està situat a l'extrem nord de la ciutat.